# 袁氏家庙
袁氏家庙，位于中国广东省揭阳市渔湖镇长美村。2007年12月，公布为揭阳市文物保护单位。
袁氏家庙始建于元代，占地面积1200多平方米。